# Bernard Dwork
Bernard Morris Dwork (The Bronx, 27 mei 1923 - New Brunswick, 9 mei 1998) was een Amerikaans wiskundige, die bekend is voor zijn toepassing van de p-adische analyse op lokale zetafuncties, en in het bijzonder voor de eerste algemene resultaten over de vermoedens van Weil. Het algemene thema van Dwork's onderzoek was p-adische cohomologie en p-adische differentiaalvergelijkingen. Hij publiceerde twee artikelen onder het pseudoniem Maurizio Boyarsky.
Dwork promoveerde in 1954 aan de Columbia University onder supervisie van Emil Artin. Hij werkte een deel van zijn carrière aan de  Universiteit van Princeton. Nick Katz was een van zijn studenten. 
Samen met Kenkichi Iwasawa ontving hij in 1962 de Cole-prijs. Bernard Dwork is de vader van Deborah Dwork. Zowel vader als dochter ontvingen de Guggenheim-prijs. Een andere dochter, Cynthia Dwork, ontving de Dijkstra-prijs.